# Municipio de Walker (condado de Faulkner)
El municipio de Walker (en inglés: Walker Township) es un municipio ubicado en el condado de Faulkner en el estado estadounidense de Arkansas. En el año 2010 tenía una población de 1105 habitantes y una densidad poblacional de 14,54 personas por km².

## Geografía
El municipio de Walker se encuentra ubicado en las coordenadas 35°20′38″N 92°25′13″O / 35.34389, -92.42028. Según la Oficina del Censo de los Estados Unidos, el municipio tiene una superficie total de 75.99 km², de la cual 75,95 km² corresponden a tierra firme y (0,05 %) 0,04 km² es agua.

## Demografía
Según el censo de 2010, había 1105 personas residiendo en el municipio de Walker. La densidad de población era de 14,54 hab./km². De los 1105 habitantes, el municipio de Walker estaba compuesto por el 76,92 % blancos, el 18,01 % eran afroamericanos, el 2,81 % eran amerindios, el 0,27 % eran de otras razas y el 1,99 % eran de una mezcla de razas. Del total de la población el 1,99 % eran hispanos o latinos de cualquier raza.